# Chroomonas

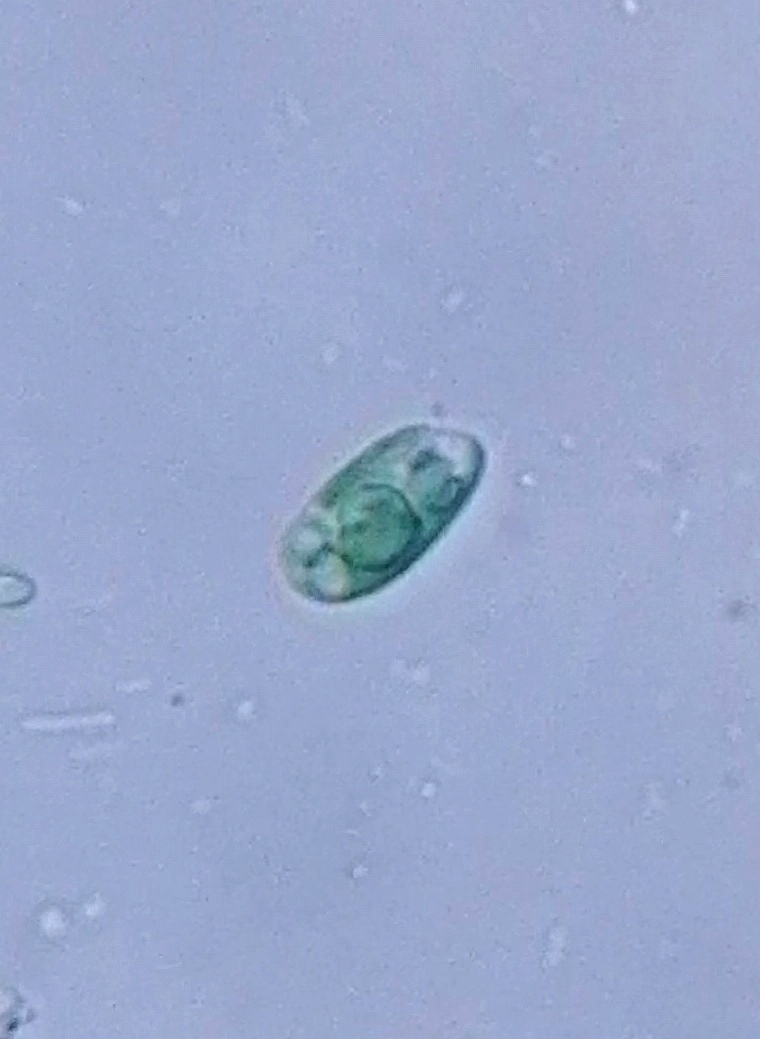
Chroomonas sp., Russland.

Chroomonas ist eine Algen-Gattung aus der Klasse der Cryptophyceae.

## Beschreibung
Chroomonas lebt als ovaler oder am Hinterende spitz zulaufender Einzeller mit einem blaugrünen bis blauen Plastiden und zwei verschieden langen Geißeln. Die Geißeln entspringen etwas unterhalb des oft asymmetrischen Zellvorderendes aus einer Schlundöffnung. Am Zellvorderende liegt oft eine kontraktile Vakuole. Der Schlund ist  mit explosiven Organellen, den sogenannten Ejektosomen, die im Lichtmikroskop als dunkle Punkte zu erkennen sind, ausgekleidet. Der Plastid ist H- oder plattenförmig, oft mit einem zentralen Pyrenoid. Die Ernährung von Chroomonas ist mixotroph. Die blauen Pigmente der Alge werden als Fluoreszenz-Farbstoffe in der Mikroskopie verwendet. Die Zellen erreichen eine Größe von 9 bis 16 µm.

## Fortpflanzung
Die ungeschlechtliche Vermehrung erfolgt durch Längsteilung, bei der sich die Polarität (Ausrichtung) der Tochterzellen umkehrt.
Geschlechtliche Fortpflanzung ist nicht bekannt.

## Artenliste
Arten (Auswahl, Stand 4. Januar 2025):
- Chroomonas africana Meyer & Pienaar, 1984
- Chroomonas americana (B.M.Davis) D.R.A.Hill, 1991
- Chroomonas arctica Barcyte & Hodač, 2018
- Chroomonas baltica (J.Büttner) N.Carter, 1937
- Chroomonas debatzensis Hoef-Emden 2018 [Chroomonas sp. HKE-2017b]
- Chroomonas diplococca Butcher, 1967
- Chroomonas gentoftensis Hoef-Emden 2018 [Chroomonas sp. KHE-2017a]
- Chroomonas guttula Conrad, 1939
- Chroomonas mesostigmatica Butcher ex D.R.A.Hill, 1991
- Chroomonas nordstedtii Hansgirg, 1885 (Typusart)
- Chroomonas pulex Pascher, 1913
- Chroomonas setoniensis Lackey, 1936
- Chroomonas vectensis N.Carter, 1937
- Chroomonas virescens (Butcher) Butcher, 1967
- Chroomonas sp. ex Dinophysis acuminata DAms0921-2

Verschiebungen sind u. a.:
- Chroomonas acuta Utermöhl, 1925 ⇒ Komma caudata (L.Geitler) D.R.A.Hill, 1991
- Chroomonas falcata Butcher, 1967 ⇒ Rhodomonas falcata D.R.A.Hill & R.Wetherbee, 1989

## Verbreitung
Croomonas lebt vor allem in gemäßigten und kalten Gewässern, auch unter Eisdecken und in größeren Tiefen.